# Los Alcarrizos
Los Alcarrizos – miasto w południowej Dominikanie, w prowincji Santo Domingo. Liczy 245 269 mieszkańców (2012).
Strefa miejska dzieli się na: Palmarejo-Villa Linda i Pantoja.